# Sü Ťia-lu
Sü Ťia-lu (čínsky pchin-jinem Xǔ Jiālù, znaky 许嘉璐; * 6. března 1937) je čínský lingvista a politik, specialista na starověkou čínštinu. Vystudoval a poté přednášel a bádal na Pekingské normální univerzitě. Od druhé poloviny 80. let se obrátil k politické činnosti v Čínském sdružení pro rozvoj demokracie, jedné z menších politických stran v Čínské lidové republice. Byl místopředsedou (1992–1997) a předsedou (1997–2007) sdružení a místopředsedou stálého výboru Všečínského shromáždění lidových zástupců (parlamentu, 1998–2008).

## Život
Sü Ťia-lu se narodil 6. března 1937 v Pekingu. Roku 1959 absolvoval katedru čínského jazyka a kultury Pekingské normální univerzity a zůstal na univerzitě jako vyučující. Postupně působil jako odborný asistent, lektor, docent, profesor, vedoucí oddělení výuky a výzkumu, vedoucí katedry čínštiny a viceprezident Pekingské normální univerzity. Zabýval se především výukou a výzkumem staročínského jazyka, exegeze, fonetiky, starověké kultury a aplikované lingvistiky. V roce 1993 byl přizván k výuce na katedře čínštiny na Hongkong Shue Yan College a později byl přeložen na katedru čínštiny, překladatelství a lingvistiky Městské univerzity v Hongkongu jako hostující profesor. Poté se vrátil na pevninu a v letech 1994–2000 předsedal Státnímu pracovnímu výboru pro jazyk a literaturu. Působil jako člen plánovací skupiny Čínské státní rady pro uspořádání a vydávání starých knih, jako vedoucí skupiny pro jazykovědnou revizi osmého pětiletého plánu pro filozofii a společenské vědy a jako předseda Čínské společnosti pro exegezi.
Vstoupil do Čínského sdružení pro rozvoj demokracie, jedné z menších politických stran v Čínské lidové republice. Od roku 1987 byl členem stálého výboru jejího ústředního výboru, v prosinci 1992 byl na sjezdu Čínského sdružení pro rozvoj demokracie zvolen místopředsedou ústředního výboru a v listopadu 1997 na následujícím sjezdu předsedou ústředního výboru. V březnu následujícího roku byl vybrán mezi místopředsedy stálého výboru Všečínského shromáždění lidových zástupců. V prosinci 2002 a v březnu 2003 byl znovuzvolen do čela sdružení, resp. do místopředsednické funkce ve shromáždění.
V prosinci 2007 odešel z vedení Čínského sdružení pro rozvoj demokracie a v březnu 2008 i z Všečínského shromáždění lidových zástupců a odešel tak z politiky. Nadále zůstal prezidentem Světové asociace pro výuku čínštiny jako cizího jazyka, děkanem Školy čínského jazyka a kultury Pekingské normální univerzity, vedoucím pobočky Pekingské normální univerzity a vedoucím Společné mezinárodní školy Pekingské normální univerzity a Hongkongské baptistické univerzity.